# Vallirana
Vallirana est une commune de la comarque du Baix Llobregat dans la province de Barcelone en Catalogne (Espagne).

## Personnalités
Josep Lluís Cleries, politique